# Josef Fendt
Josef Fendt (n. 6 octombrie 1947, Berchtesgaden, Bizone⁠(d), Germania) este un sănier german, medaliat olimpic. A participat la 2 ediții ale Jocurilor Olimpice (1972, 1976) în care a câștigat o medalie de argint.